# Usman Jussupow
Usman Jussupowitsch Jussupow (russisch Усман Юсупович Юсупов; usbekisch Usmon Yusupovich Yusupov; * 17. Februarjul. / 1. März 1900greg. in Kaftarchana, Oblast Fergana, Russisches Reich; † 7. Mai 1966 in Jangijul, Usbekische SSR) war ein sowjetisch-usbekischer Politiker. Er war von 1937 bis 1953 Erster Sekretär der Kommunistischen Partei der Usbekischen Sozialistischen Sowjetrepublik.

## Leben und Karriere
Usman Jussupow wurde im Jahr 1900 in eine usbekische Arbeiterfamilie in der Region Fergana geboren, die damals noch zum Russischen Reich gehörte. Ab 1918 begann Jussupow in einer Baumwollplantage zu arbeiten. 1926 trat er der Kommunistischen Partei der Sowjetunion bei und war anschließend bis 1928 ein Gewerkschaftsvorsitzender in der Oblast Taschkent. Von 1928 bis 1929 stand er dann, wiederum in der Region Taschkent, einem Regionalkomitee der Partei vor. Danach wechselte er ins sowjetisch-usbekische Politbüro und war dort bis 1937 Parteisekretär. 1937 wurde der bisherige, langjährige usbekische Generalsekretär Akmal Ikramow, de facto also der Regierungschef der Usbekischen Sowjetrepublik, im Zuge der stalinistischen Säuberungen seines Postens enthoben. Noch im selben Jahr wurde Jussupow neuer Generalsekretär und blieb in dieser Position bis 1953 tätig. In seine Regierungszeit fiel unter anderem der Bau des Großen Ferghanakanals. Vehement und brutal ging Jussupow zudem gegen jegliche nationalistische Tendenzen in Usbekistan vor. 1939 wurde er Mitglied des Obersten Sowjets der UdSSR, dem höchsten Legislativorgan der Sowjetunion. 1953, nach 16 Jahren Amtszeit, wurde Amin Nijasow sein Nachfolger als Generalsekretär Usbekistan. Jussupow war anschließend bis 1955 noch im Ministerrat der Usbekischen SSR tätig, 1956 schied er auch aus dem Obersten Sowjet aus. Daraufhin zog er sich weitestgehend aus der Politik zurück und leitete ein Sowchos in der Nähe von Taschkent. Von 1962 bis zu seinem Tod im Mai 1966 leitete er dann eine Fabrik, ebenfalls in der Region Taschkent. Mit 66 Jahren verstarb er schließlich in Jangijul und wurde in Taschkent beerdigt. Er war sechs Mal mit dem Leninorden ausgezeichnet worden.